# Cirrhinus cirrhosus
Cirrhinus cirrhosus es una especie de peces de agua dulce perteneciente a la familia de los Cyprinidae en el orden de los Cypriniformes, que es endémica de las cuencas del Ganges e Indo.

## Morfología
Los machos pueden llegar alcanzar los 100 cm de longitud total.